# Wittorp (holsteinisches Adelsgeschlecht)

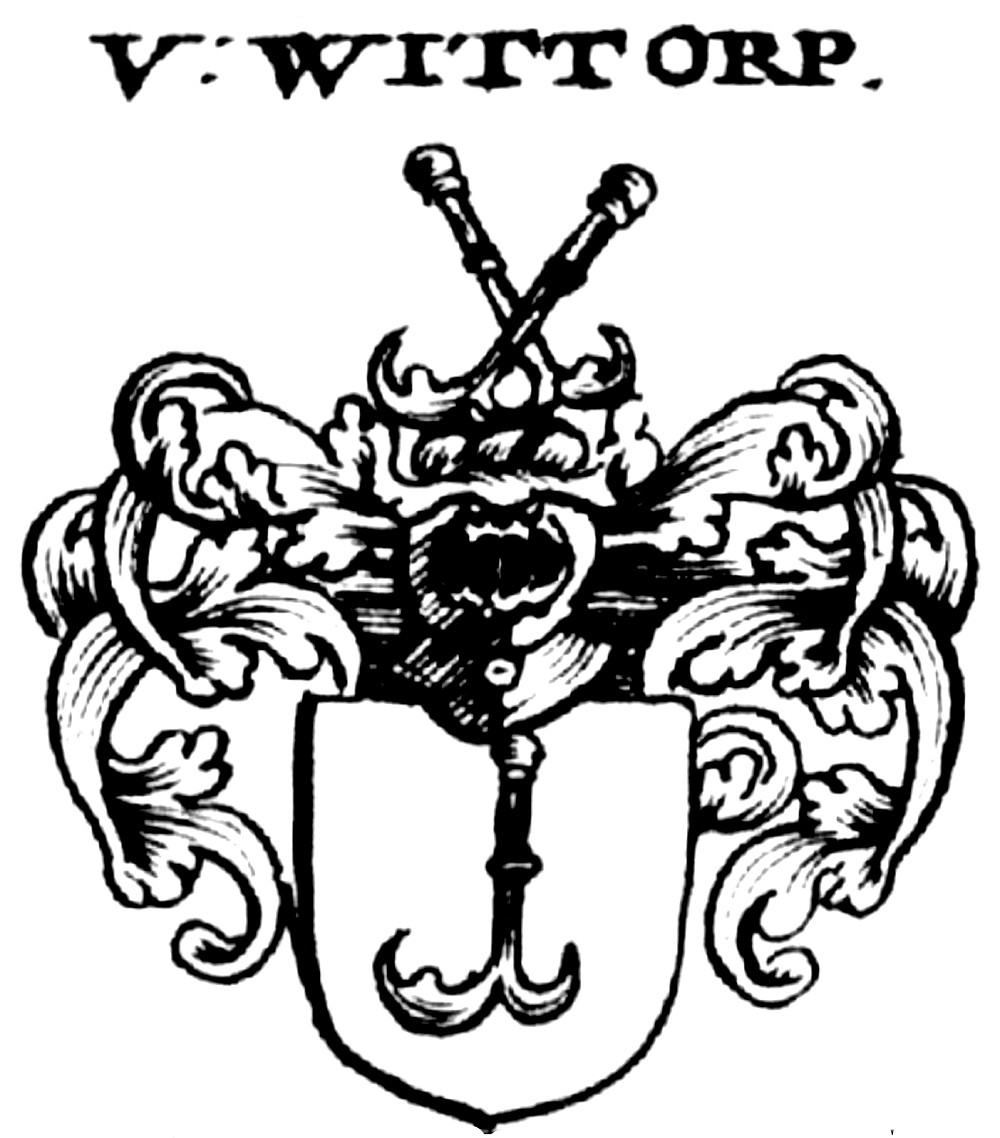
Wappen derer von Wittorp in Siebmachers Wappenbuch 1708

Wappen der holsteinischen von Wittorp (1596) nach M.A. Engel

Unter dem Namen Wittorp oder Wittorf tritt im Hochmittelalter im Herzogtum Holstein eine herrschaftliche Familie auf. Im Kirchspiel Neumünster (siehe Amt Neumünster) lag das namgebende Dorf Wittorf. Bis in die 1630er Jahre übte die Familie Wittorp grundherrschaftliche Funktionen aus, besaß damals ein adeliges Gut und stellte im 16. Jahrhundert die leitenden Beamten im Kirchspiel Neumünster. Es gelang der Familie jedoch nicht, einen geschlossenen Herrschaftsbereich aufzubauen. Sie verkaufte ihre Rechte und Besitzungen im Jahr 1638 an die herzogliche Landesherrschaft. Die Wittorp zählten zu den Equites Originarii und starben 1697 aus.
In der Nähe von Lüneburg liegt ebenfalls ein Dorf Wittorf, das eine adelige Familie Wittorp hervorbrachte. Für die niedersächsischen Wittorp liegen verlässliche Nachweise über eine bedeutende Rolle spätestens ab dem 12. Jahrhundert vor. Dieser Artikel befasst sich ausschließlich mit den Holsteiner Wittorp.

## Geschichtlicher Hintergrund
Die Siedlungen in der Umgebung der späteren Zentren Neumünster und Bordesholm sind im frühen Mittelalter von der Lage am Limes Saxoniae geprägt. Westlich dieser Grenzlinie lagen im 12. Jahrhundert altsächsische und östlich wendische (= elbslawische) Siedlungen.
Im Jahre 1111 wurde Adolf von Schauenburg vom sächsischen Herzog Lothar von Supplinburg mit der Grafschaft Holstein belehnt. Das in den damaligen Urkunden als Gau Faldera bezeichnete Gebiet war ein holsteinischer Grenzgau, der nördlich an Gebiete der Dänen und östlich an Gebiete der slawischen Abodriten grenzte. Hier befand sich ein als Wippenthorp im Gau Faldera erwähnter Ort. Der Missionar Vizelin errichtete in Wippendorf 1127 ein Stift der Augustiner-Chorherren. Vizelin wurde von Erzbischof Adalbert von Bremen das Recht zur Mission im Slawenland bis zur Peene verliehen. 1141 verleiht Adalbert dem Chorherren-Stift das Recht am Zehnten an einer Reihe von Dörfern. Es waren die heute noch bestehenden Orte
- Bönebüttel, Brachenfeld, Gadeland, Harrie (siehe Großharrie und Kleinharrie), Husberg, Kummerfeld, Padenstedt, Tasdorf, Tungendorf, Wippenthorp und Wittorf/Wittorp

und mehrere später wüst gefallene Dörfer. Die Namen und frühen Flurformen dieser Dörfer lässt vermuten, dass es sich meist um altsächsische Dorfgründungen handelt. Es gelang dem Augustinern nicht, eine einheitliche Grund-, Gerichts- und Landesherrschaft aufzubauen. E. Busche hält das für den Grund, warum die Augustiner um 1330 nach Bordesholm umsiedelten: Hier war Kolonisationsland, das erst im 12. Jahrhundert sächsisch-deutsch besiedelt wurde. Im Bordesholmer Gebiet war es ihnen gelungen, eine einheitliche Herrschaft aufzubauen. Vor einem ähnlichen Problem standen die Wittorper zwei Jahrhunderte später.

## Herrschaftliche Familie und ihre Mitglieder
Über die Ursprünge der Holsteiner Wittorp vor dem 14. Jahrhundert ist wenig bekannt. Hinweise auf eine Verwandtschaft mit dem Lüneburg-braunschweigischen Adelsgeschlecht der Wittorp ergeben sich aus den mittelholsteinischen Quellen nicht. Vielmehr macht Hennings plausibel, dass sich die Holsteiner Wittorp über längere Zeit aus der ihnen rechtlich gleichgestellten Gerichts- und Kirchspielgenossenschaft freier Bauern heraushoben. Zentral für ihren Aufstieg in den schleswig-holsteinischen Adel war die Übernahme der Funktion als Kirchspielvögte und Amtsleute in Neumünster. Während Kirchspielvögte in der Regel nicht aus dem Adel kamen, wurden nur Angehörige des Adels zu Amtsleuten ernannt. Komplizierend kommt hinzu, dass das Kirchspiel Neumünster recht unabhängig war – und zwar auch zu Zeiten, als es anderen Ämtern zugeordnet war. Teilweise wurden die Vögte des Kirchspiels auch als Amtmänner bezeichnet, zumal sich beider Aufgaben weitgehend überschnitten.
Die Familie Wittorf tritt spätestens seit 1451 als Träger hoher Ämter in Mittelholstein auf. Herzog Adolf III. führte damals Verhandlungen im Neumünsteraner Haus von Tideken Wittorpe, der als "herzoglicher Amtmann" bezeichnet wird. Gegen Verpfändung eines Hofs in Gadeland an das Kloster Preetz wurde Tidekes Tochter Konventualin des Klosters Preetz.
Für 1477 ist Detleffe Wittorpe als Vogt zu Neumünster, d. h. als weltlicher Vertreter des Kirchspiels Neumünster, bezeugt. Detleffe Wittorp ist Sohn von Tideken.
Joachim Wittorp nimmt in den ersten Jahren des 16. Jahrhunderts Funktionen war, die denen eines Amtmanns entsprechen, ohne dass dessen Titel genannt wird.
Jasper Wittorf wird 1521 als Amtmann bezeichnet. Er hat als Vogt Anteil an den Verhandlungen zwischen dänischem Königshaus, den Hansestädten und Dithmarschen (1532); ihm ist aber 1550 der Amtmann von Kiel, Plön und Neumünster übergeordnet.
Paul(us) von Wittorp war in den 1590er Jahren Hofmeister im Dienste der herzoglichen Familie.
Die Familie Wittorp wird von zeitgenössischen Quellen zu den ursprünglichen holsteinischen Adelsfamilien gezählt. So erwähnt der holsteinische Chronist Andreas Angelus 1596 mehrfach die holsteinische Adelsfamilie derer von Wittorp. Sie standen seiner Aussage nach als Stallmeister im Dienst von Herzog Adolf VIII. (Holstein) (= Adolf I. von Schleswig), der von 1421 bis 1459 herrschte, und von dessen Neffen, dem dänischen König Christian I. (Herrschaft von 1448 bis 1491). Dethleff von Wittorp sei 1581 Fähnrich gewesen.
Insgesamt waren die Wittorf um 1600 Grundherren über 19 Hufner und neun Kätner. Für die Grundherrschaft erhielten sie Roggenheuer und Festegeld. Den Wittorfern gehörte im 16. Jahrhundert auch die Schäferei in Neumünster und das Gut Brammerhof. Der Brammerhof wird in der Verkaufsurkunde von 1638 bezeichnet als Adliges Gut Neumünster. Über einen Teil der Hufner und Kätner waren sie auch Gerichts- und Schutzherren. In diesen zwei Funktionen mussten ihnen Sach- und Geldleistungen gezahlt (Lämmer, Gänse, Hühner, Verbittlesgeld) sowie Hand- und Spanndienste geleistet werden. Zusammen mit der über ein Jahrhundert lang gegebenen, möglicherweise erblichen Ausübung der Ämter als Vögte bzw. Amtsleute übten sie so über einen längeren Zeitraum den „größten politischen Einfluss im Kirchspiel aus“.

## Herrschaftsbereich und Grundbesitz
Das Dorf Wittorf, südwestlich an Wippendorf/Neumünster angrenzend, gehört zu den altsächsischen Gründungen. Es liegt nahe, eine Verbindung zwischen dem Dorf Wittorf und der herrschaftlichen Familie Wittorf anzunehmen. Eine Übersicht über die Grundherrschaft über die Hufen (= Vollbauernhöfe; auch ''Saten'' genannt) im Kirchspiel Neumünster zeigt um 1600 jedoch folgende Verteilung (Anzahl Wittorfer Festehufen/alle Hufen):
- Wittorf: 1 von 7 Hufen
- Padenstedt: 3 von 9 Hufen
- Großenaspe: 6 von 26 Hufen
- Großkummerfeld: 4 von 12 Hufen
- Husberg: 2 von 7 Hufen
- Bönebüttel: 1 von 9 Hufen
- Wasbek: 1 von 12 Hufen
- Ehndorf: 1 von 8 Hufen

Insgesamt hatten die Wittorfer damit lt. Erdbuch (1606) 19 von 147 Hufen im Kirchspiel inne. Tatsächlich gab es damit im Dorf Wittorf damals vier keiner Grundherrschaft unterworfene Freibauern, auch Bonden oder freie Erben genannt. Zwei weitere Hufen sowie die Wittorfer Mühle gehörten um 1600 zum Kloster Bordesholm. Die Familie Wittorf hatte dort also keinen besonderen Herrschaftsschwerpunkt.
Die Wittorfer Burg gilt als Fluchtburg für Einwohner des Gebiets zwischen Schwale und Stör. Für eine Nutzung als Stammsitz der herrschaftlichen Familie Wittorf gibt es kleine Belege.
Hennings nimmt an, dass die Wittorper seit der ersten Hälfte des 15. Jahrhunderts ihren Hauptwohnsitz in Neumünster hatten. Hier waren holsteinische Grafen und Herzöge bei den Wittorps zu Gast gewesen. 1637 brannte das Haus auf dem heutigen Grundstück Großflecken 40 nieder und wurde von der Familie nicht wieder aufgebaut.

## Niedergang und Aussterben (17. Jahrhundert)
Trotz des erheblichen Grundbesitzes und der starken Stellung in der Amts- bzw. Kirchspielverwaltung im 15. und 16. Jahrhundert gelang den Wittorfern keine durchgreifende Konsolidierung ihres Einflusses. Insbesondere konnten sie die von ihnen abhängigen Bewohner des Kirchspiels nicht in eine Form der Leibeigenschaft zwingen. Es entstand kein adeliges Gut mit Leibeigenen oder Hörigen, wie sie es vermutlich angestrebt hatten. Ein Grund liegt nach E. Busche im Widerstand der freien, keiner Grundherrschaft unterworfenen Bauern (Bonden) mit Hufen aus altsächsischer Zeit. Im Jahre 1593 bot Paul Wittorp sämtliche Besitz- und Herrschaftsrechte dem herzoglichen Landesherrn zum Kauf an. 1638 gingen diese Rechte für 12.500 Reichstaler an den Herzog von Schleswig-Holstein. 1648/49 nahm der Landesherr nach Umwandlung aller Naturalabgaben in Geld 617 Reichstaler pro Jahr aus den ehemaligen wittorfschen Besitzungen ein.
Die uradlige Familie Wittorp starb 1697 aus (siehe Liste der holsteinischen Equites Originarii).

## Niedersächsische Wittorf

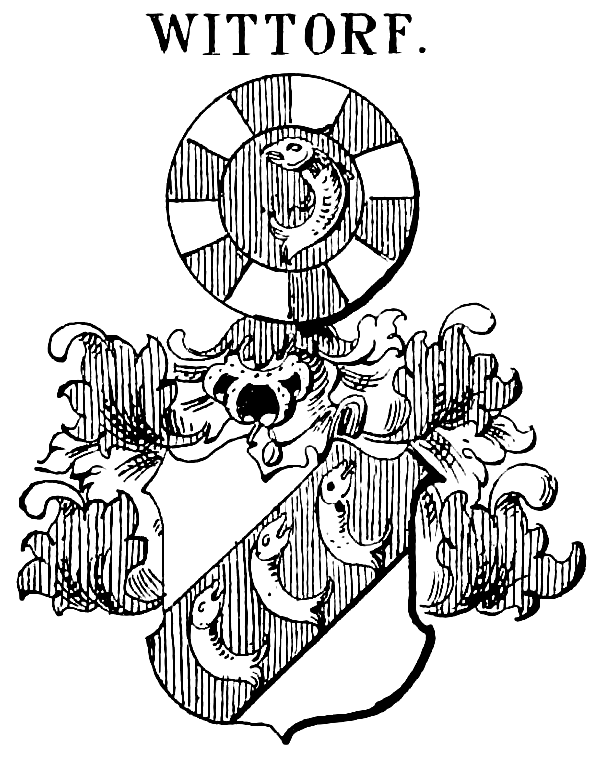
Wappen der niedersächsischen von Wittorf

Das Stammhaus der bereits seit dem 12. Jahrhundert nachgewiesenen niedersächsischen Adelsfamilie Wittorp lag in Wittorf, einem Dorf in der Nähe von Bardowick, wenige Kilometer von Lüneburg entfernt.